# Brjuhoveckajai járás

A Brjuhoveckajai járás a Krasznodari határterületen

A Brjuhoveckajai járás (oroszul Брюховецкий муниципальный район) Oroszország egyik járása a Krasznodari határterületen. Székhelye Brjuhoveckaja.

## Népesség
- 1989-ben 51 755 lakosa volt.
- 2002-ben 54 594 lakosa volt, melyből 51 141 orosz (93,7%), 1 257 ukrán, 809 örmény, 264 fehérorosz, 131 cigány, 125 görög, 124 német, 89 tatár, 74 grúz, 35 azeri, 16 adige, 8 török.
- 2010-ben 53 028 lakosa volt, melyből 50 160 orosz, 770 örmény, 722 ukrán, 163 fehérorosz, 161 cigány, 94 görög, 90 német, 83 tatár, 62 grúz, 44 mordvin, 42 azeri, 35 lengyel, 27 moldáv, 27 udmurt, 24 ezid, 24 üzbég, 22 csuvas, 22 mari, 18 lezg, 18 oszét, 16 koreai, 14 kazah, 4 adige stb.